# Taraxacum trigonum
Taraxacum trigonum — вид квіткових рослин з родини айстрових (Asteraceae). Вид зростає в Європі: Латвія, Данія, Німеччина, Польща; це багаторічна рослина помірних біомів; належить до секції Taraxacum.